# Lucilhac
Luzillat és un municipi francès situat al departament del Puèi Domat i a la regió d'Alvèrnia-Roine-Alps. L'any 2007 tenia 844 habitants.

## Demografia

### Població
El 2007 la població de fet de Luzillat era de 844 persones. Hi havia 345 famílies de les quals 96 eren unipersonals (39 homes vivint sols i 57 dones vivint soles), 117 parelles sense fills, 114 parelles amb fills i 18 famílies monoparentals amb fills.
La població ha evolucionat segons el següent gràfic:
Habitants censats

### Habitatges
El 2007 hi havia 436 habitatges, 349 eren l'habitatge principal de la família, 43 eren segones residències i 43 estaven desocupats. 414 eren cases i 5 eren apartaments. Dels 349 habitatges principals, 314 estaven ocupats pels seus propietaris, 25 estaven llogats i ocupats pels llogaters i 10 estaven cedits a títol gratuït; 6 tenien una cambra, 11 en tenien dues, 44 en tenien tres, 94 en tenien quatre i 194 en tenien cinc o més. 278 habitatges disposaven pel capbaix d'una plaça de pàrquing. A 132 habitatges hi havia un automòbil i a 193 n'hi havia dos o més.

### Piràmide de població
La piràmide de població per edats i sexe el 2009 era:
| Homes | Edats   | Dones |
| ----- | ------- | ----- |
| 0     | 95 o +  | 0     |
| 0     | 90 a 94 | 0     |
| 4     | 85 a 89 | 16    |
| 12    | 80 a 84 | 8     |
| 20    | 75 a 79 | 36    |
| 16    | 70 a 74 | 12    |
| 28    | 65 a 69 | 28    |
| 12    | 60 a 64 | 8     |
| 20    | 55 a 59 | 12    |
| 52    | 50 a 54 | 36    |
| 32    | 45 a 49 | 32    |
| 32    | 40 a 44 | 24    |
| 4     | 35 a 39 | 16    |
| 36    | 30 a 34 | 44    |
| 16    | 25 a 29 | 0     |
| 16    | 20 a 24 | 12    |
| 24    | 15 a 19 | 8     |
| 16    | 10 a 14 | 32    |
| 20    | 5 a 9   | 16    |
| 24    | 0 a 4   | 4     |

## Economia
El 2007 la població en edat de treballar era de 539 persones, 378 eren actives i 161 eren inactives. De les 378 persones actives 341 estaven ocupades (190 homes i 151 dones) i 37 estaven aturades (18 homes i 19 dones). De les 161 persones inactives 63 estaven jubilades, 29 estaven estudiant i 69 estaven classificades com a «altres inactius».

### Ingressos
El 2009 a Luzillat hi havia 372 unitats fiscals que integraven 924 persones, la mediana anual d'ingressos fiscals per persona era de 16.081 €.

### Activitats econòmiques
Dels 15 establiments que hi havia el 2007, 1 era d'una empresa alimentària, 3 d'empreses de fabricació d'altres productes industrials, 4 d'empreses de construcció, 1 d'una empresa de transport, 2 d'empreses d'hostatgeria i restauració, 1 d'una empresa financera, 2 d'empreses de serveis i 1 d'una empresa classificada com a «altres activitats de serveis».
Dels 6 establiments de servei als particulars que hi havia el 2009, 1 era una oficina d'administració d'Hisenda pública, 1 taller de reparació d'automòbils i de material agrícola, 1 paleta, 1 lampisteria i 2 restaurants.
L'any 2000 a Luzillat hi havia 46 explotacions agrícoles que ocupaven un total de 1.450 hectàrees.

## Equipaments sanitaris i escolars
El 2009 hi havia una escola elemental integrada dins d'un grup escolar amb les comunes properes formant una escola dispersa.

## Poblacions més properes
El següent diagrama mostra les poblacions més properes.